# خربة تل البيضة
خربة تل البيضة (بالعبرية: חורבת לבנין) هي موقع أثري يعود إلى أواخر العصر البرونزي، يقع في منطقة عدلام في إسرائيل الحالية، ويرتفع حوالي 389 مترًا (1276 قدمًا) فوق مستوى سطح البحر. يقع الموقع على بُعد 8 كيلومترات (5.0 أميال) شمال غرب بيت جبرين، وحوالي كيلومتر واحد غرب-شمال غرب خربة أم برج، جنوب نحوشا مباشرةً.
في أبريل 2019، أعلنت لجنة التخطيط والبناء في منطقة القدس عن دمج الموقع ضمن حديقة وطنية جديدة في سهل شفله، تُسمى "محمية جبل لفنين الطبيعية والحديقة الوطنية"، وهي منطقة تمتد على مساحة تزيد عن 1000 دونم (250 فدانًا) ضمن المجلس الإقليمي ماتيه يهودا.